# ArXiv
arXiv est une archive ouverte de prépublications électroniques d'articles scientifiques dans les domaines de la physique, des mathématiques, de l'informatique, de la biologie quantitative, de la finance quantitative, de la statistique, de l'ingénierie électrique et des systèmes, et de l'économie, et qui est accessible gratuitement par Internet.

## Une archive sur Internet: principe et historique
Dans de nombreux domaines des mathématiques et de la physique, les articles sont placés en ébauche ou prépublication (preprints en anglais) par leurs auteurs sur arXiv. Suivant le choix de leurs auteurs, certains, parfois influents, peuvent demeurer sous forme électronique sur arXiv sans faire l'objet d'une publication dans les revues à comités de lecture. Les articles de Grigori Perelman (voir ci-dessous) en sont des exemples. En décembre 2006, arXiv contenait près de 400 000 prépublications électroniques, avec en moyenne trois à quatre mille nouveaux articles ajoutés chaque mois. À la fin de 2014, le nombre de prépublications disponibles sur arXiv dépasse le million.
L'archive arXiv a été originellement développée par Paul Ginsparg en 1991 comme une archive pour les prépublications de physique. Plus tard, l'archive a inclus les mathématiques, l'informatique, l'étude des systèmes non linéaires et chaotiques, et plus récemment la biologie quantitative. Il est apparu assez rapidement qu'il y avait une forte demande pour la préservation à long terme des articles postés sur arXiv. Le terme « e-print » a été adopté pour décrire les articles disponibles sur arXiv.org.
Le site d'arXiv était hébergé au départ au Los Alamos National Laboratory, à l'adresse xxx.lanl.gov, d'où son premier nom, « the LANL preprint archive »). Mais il a été transféré et il est maintenant géré par l'université Cornell, avec différents sites miroirs à travers le monde. En 1999, il change de nom pour devenir arXiv.org, afin de gagner en lisibilité.
En France l'archive ouverte multidisciplinaire HAL est un point d'entrée vers arXiv. Tout dépôt dans un domaine scientifique existant d'arXiv est automatiquement transféré, sauf opposition du contributeur. L'acceptation est dans ce cas soumise aux modérateurs de HAL.
En février 2020, le total des dépôts s'élevait à 1,6 million de prépublications.

## Différents aspects et critiques

### Diffusion de l'information
Le laps de temps s'écoulant entre le moment où un chercheur termine un projet et le moment où son travail est publié dans une revue peut être considérable. La durée est d'autant plus longue lorsque ce projet contient de nouvelles idées importantes. Avant l'ère de l'internet, il était donc courant chez les chercheurs d'envoyer physiquement une copie de leur prépublication à leurs collègues afin que la communauté dans son ensemble soit au courant des dernières évolutions. D'une part le processus était long et fastidieux et, d'autre part, il était très coûteux. 
Dans un premier temps, la mise en place d'internet a permis l'envoi par courriel, ou la mise en place sur une page personnelle des prépublications. La création d'arXiv a alors été une façon d'intensifier considérablement cet usage. Beaucoup de scientifiques continuent en parallèle à mettre en ligne leurs travaux récents.

### arXiv et l'accès ouvert
L'existence d'arXiv a été l'un des facteurs précipitant la révolution actuelle des publications scientifiques, connue comme le mouvement open access, avec la possibilité évoquée qu'à terme, les revues classiques disparaissent[réf. nécessaire]. De nombreux chercheurs professionnels mettent en ligne leurs articles sur arXiv.org pour en offrir un accès public, cette mise en ligne avant publication étant également un moyen d'obtenir rapidement des commentaires d'autres scientifiques sur leurs travaux. La plupart du temps, les articles mis à disposition sur arXiv ne sont pas encore soumis ou acceptés par une revue à comité de lecture. Néanmoins, comme le ou les auteurs peuvent modifier leur texte sur arXiv, il leur arrive souvent d'y stocker la version définitive qui a été acceptée pour publication. Finalement, ceci lui donne la même légitimité que l'article publié. 
Un exemple fameux de résultat original posté sur arXiv est la démonstration de la conjecture de Thurston, impliquant la conjecture de Poincaré (l'un des sept problèmes du prix du millénaire) comme cas particulier, postée par Grigori Perelman en novembre 2002, travail dont la validité a été officiellement reconnue en 2006 et qui a conduit à l'attribution à Perelman de la médaille Fields (qu'il a cependant refusée).
En novembre 2007, un physicien américain, A. Garrett Lisi, dépose ainsi un article décrivant une « théorie du tout » basée sur le groupe de Lie E8 ; ce travail fut extrêmement médiatisé en novembre et décembre 2007, alors qu'il n'avait encore été accepté par aucune revue.

### Contestations
Même si ce système permet à des personnes qui ne sont pas des professionnels d'un domaine donné de diffuser un travail, qui n'a aucune raison d'être rejeté a priori, cette situation pose quand même quelques problèmes car un article qui n'a pas été relu par un pair anonyme peut être sujet à des modifications parfois profondes. Cet aspect est néanmoins nuancé par le fait que toutes les versions successives demeurent accessibles. Il est donc possible de détecter facilement si des corrections majeures ont eu lieu. Un exemple récent est la tentative de démonstration de l'existence globale d'une solution aux équations de Navier-Stokes (un autre des sept problèmes du prix du millénaire) par Penny Smith dont toutes les versions, depuis la soumission initiale jusqu'à sa suppression, sont directement accessibles.
Bien que représentant une barrière plus facile à franchir qu'un comité de lecture, l'acceptation de prépublication sur arXiv n'est pas automatique et il existe une modération par les administrateurs du site. Quelques scientifiques, comme le lauréat du prix Nobel de physique Brian David Josephson, se sont plaints de ce système, car leurs soumissions sont systématiquement reclassées par les administrateurs d'arXiv à cause de leur nature très controversée (dans le cas de Josephson, par exemple, il s'agit de travaux sur la fusion froide). Ces personnes qualifient la modération des administrateurs d'arXiv de censure.

## Perspectives, évolutions
En juin 2016, arXiv a publié les résultats d'un sondage massif fait auprès des utilisateurs, destiné à moderniser le projet (la plupart des usagers n'ont pas réclamé de changements majeurs mais souhaitent certains ajustements, notamment du moteur de recherche).
En 2016, une première phase d'une révision et modernisation (prévue sur trois ans) a été lancée. Le projet d'une « arXiv de nouvelle génération » dénommée arXiv-NGa, incorporant de nouvelles fonctionnalités, a été rendu possible par une subvention de 445 000 $ US de la Fondation Alfred P. Sloan de New-York (annoncée le 29 novembre 2016).

## Distinctions
En 2021, le créateur d'ArXiv, Paul Ginsparg, reçoit le premier prix décerné par la fondation Einstein.